# Busot (kommunhuvudort)
Busot är en kommunhuvudort i Spanien.   Den ligger i provinsen Provincia de Alicante och regionen Valencia, i den sydöstra delen av landet, 400 km sydost om huvudstaden Madrid. Busot ligger 334 meter över havet och antalet invånare är 2 272.
Terrängen runt Busot är kuperad åt nordost, men åt sydväst är den platt. Terrängen runt Busot sluttar söderut.  Närmaste större samhälle är Alicante, 16,1 km söder om Busot. Trakten runt Busot består i huvudsak av gräsmarker.